# Usinage chimique
Pour un article plus général, voir Usinage.
 (septembre 2024).
L’usinage chimique est un procédé d'usinage qui consiste à attaquer le métal à l’aide d’un agent chimique (alcali ou acide). C’est l’extension du procédé de gravure ou de décapage chimique.

## Histoire
Déjà au Ier millénaire, les Arabes utilisaient l’action du nitrate de sodium (sel de nitre) sur les métaux, et au XVe siècle, une couche de bitume de Judée était déposée sur une plaque d’acier ou de cuivre, qui après séchage était incisée avec une pointe sèche dégageant ainsi le métal qui était attaqué à l’acide nitrique (gravure à l’eau-forte)[réf. souhaitée].

## Principe
Après dégraissage et lavage, la pièce est protégée par un masque (appelé épargne) sur les parties qui ne doivent pas être attaquées. Puis la pièce est plongée dans un bain acide qui attaque, de façon régulière, les parties non protégées (gravure). Un rinçage termine la phase d’usinage chimique.

## Techniques et utilisation

### La découpe chimique
La découpe chimique enlève les parties non masquées sur toute l’épaisseur de la pièce. 
Les applications sont très nombreuses tant en électronique pour la réalisation des circuits imprimés qu’en mécanique sur des pièces peu épaisses (0,01-3 mm).

### Le fraisage chimique
Le fraisage chimique est appliqué à des pièces plus épaisses, elle creuse la surface sur une profondeur prédéfinie. 
Cette application est particulièrement employée en aéronautique pour l’usinage d’éléments de voilure de plusieurs mètres carrés, dans un but d’allègement. La technique est également diffusée en héliogravure pour créer les alvéoles devant recevoir les encres d’impression.

## Avantages
- Pas de modification des propriétés mécaniques de la pièce.
- Facilité d’usinage de pièces très minces, de formes complexes, sans déformation.
- La qualité de surface obtenue ne nécessite pas de finition ultérieure.

## Sources et références
1. ↑  J. Coupain, « L'usinage chimique », La Pratique des Industries Mécaniques, vol. 46, no 12,‎ 1er décembre 1963, p. 361–364 (ISSN 0399-1113 et 2777-3523, DOI 10.1051/mattech/196346120361, lire en ligne, consulté le 7 septembre 2023)